# کافئین (فیلم)
کافئین (انگلیسی: Caffeine) فیلمی در ژانر کمدی رمانتیک است که در سال ۲۰۰۶ منتشر شد. از بازیگران آن می‌توان به منا سوواری، مارشا توماسون، کاترین هیگل، مایک فوگل و برکین میر اشاره کرد.